# Edward John Miers
Edward John Miers F.Z.S. F.L.S. (Rio de Janeiro, 1851 — Burchetts Green, Maidenhead, 15 de Outubro de 1930) foi um zoólogo britânico, curador da coleção de crustáceos do Natural History Museum de Londres. Foi um dos investigadores que contribuíram para os relatórios científicos da expedição do HMS Challenger de 1872–1876, descrevendo 32 novos géneros e pelo menos 260 novas espécies e subespécies de crustáceos decápodes, bem como quatro géneros e 72 novas espécies de outras ordens.